# Gagrella neocera
Gagrella neocera is een hooiwagen uit de familie Sclerosomatidae.